# Rodrigo Alfredo de Santiago

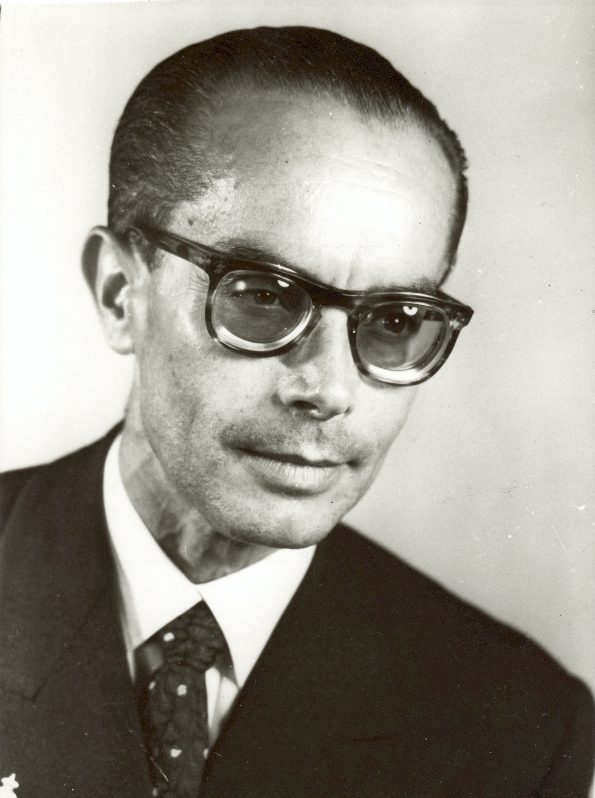
Rodrigo Alfredo de Santiago

Rodrigo Alfredo de Santiago Majo (Barakaldo, 23 september 1907 – A Coruña, 30 september 1985) was een Spaans componist, dirigent, muziekpedagoog, violist, pianist en klarinettist.

## Levensloop
De Santiago werd in een muzikale familie geboren. Hij studeerde vanaf 1920 aan het Conservatorio Superior de Música "Juan Crisóstomo de Arriaga" de Bilbao in Bilbao. Zijn leraren waren aldaar: Arturo Maria Inchausti en Pedro Martínez (solfège), Rafael Navarro (viool), Ricardo Arnillas (kamermuziek), José Sáinz Basabe (contrapunt, fuga en compositie), Armand Marsick (orkestdirectie), Jesús Guridi (harmonieleer en folklore).
Op 17-jarige leeftijd werd hij violist in het Orquesta Sinfónica de Bilbao. Aansluitend werd hij in 1930 onderdirecteur van de Muziekacademie en de Banda Municipal de Erandio en van 1931-1936 ook dirigent van de Banda Municipal de Murguía in de Baskische provincie Álava, met die hij succes had op wedstrijden.
In 1940 vertrok hij naar León (Spanje) en werd directeur van de muziekacademie en de Banda Municipal de Valencia de Don Juan en werd een grote bewonderaar van de stad León (Spanje).
In 1947 vertrok hij naar A Coruña en werd zowel directeur van de Banda Municipal de A Coruña alsook van het Orquesta Sinfónica Municipal de La Coruña. Bij de Banda Municipal bleef hij 18 jaar dirigent en verzorgd rond 2000 concerten en festiviteiten met muziek. Met het Orquesta Sinfónica Municipal verzorgde hij onder andere de concerten tijdens de “Primeros Juegos Florales Hispanoamericanos” in 1963-1964 en de openingsfestiviteiten van het Teatro Colón de La Coruña, concerten tot de eer van de ambassadeur van Santo Domingo, de Verenigde Staten en Uruguay alsook een Gala-diner van de president van de Republiek van Liberia.
In A Coruña werd hij ook onderdirecteur en professor voor harmonieleer en compositie aan het Conservatorio de Música en docent aan de Real Academia de Bellas Artes de Nuestra Señora del Rosario, aan het Instituto José Cornide de Estudios coruñeses en aan de Real Academia Gallega.
Van 1951 tot 1963 was hij verder dirigent van de Coral Polifónica El Eco, een gemengd koor, die een uitgebreid repertoire vertolkte. Deze koor werkte ook verschillende malen mee bij opera uitvoeringen in Oviedo, Vigo en A Coruña.
In 1967 verliet de Santiago Galicië (Spanje) en ging naar de hoofdstad Madrid en werd de zesde directeur sinds de oprichting in 1909 van de Banda Municipal de Madrid. Tegelijkertijd werd hij president van de Federatie van dirigenten van civiele banda's (harmonieorkesten). De benoeming tot directeur van de vooraanstaande banda is de hoogtepunt in zijn muzikale carrière. Op 25 september 1977 nam hij met een groot concert in de Parque del Retiro afscheid van dit orkest.
De laatste jaren van zijn leven verbracht hij opnieuw in A Coruña. In deze stad werd ook een straat naar hem benoemd: Calle Rodrigo Alfredo de Santiago.

## Composities

### Werken voor orkest
- 1926 Fantasía vasca Launakua, voor orkest
- 1974 Coordenadas informales, voor orkest

### Werken voor banda (harmonieorkest)
- 1943 Estampas vascas
- 1944 Estampa leonesa - rapsodia sobre temas del baile popular Coyantino "La baila"
- 1945-1947 En el serrallo, voor harmonieorkest
  1. Gacelas y guzlas
  2. Danza de la favorita
  3. En los jardines del Generalife
- 1946 Capitolio, paso-doble
- 1946 !Una noche en Alfama ...!, rapsodia portuguesa
- 1950 Cancionera, lyrische impressie
- 1950 Pepe Martín Vázquez, paso-doble torero - tekst: Máximo G. Palacios
- 1950 Ay carabí, carabá, son cubano - tekst: Máximo G. Palacios
- 1950 Porque no estás tú, canción-vals - tekst: Máximo G. Palacios
- 1950 Son tus ojos, canción-blues - tekst: Máximo G. Palacios
- 1950 Sólo tú, fox lento
- 1950 Teresita Corales, pasodoble-canción - tekst: Pérez Herrero
- 1951 Intermedio de la zarzuela "La noche de San Juan"
- 1954 Allegro appassionato a lla Húngara
- 1958 Marchemos bien formados, paso-doble
- 1959 La canción de Zoraida, dans uit het ballet voor harmonieorkest
- 1961 Tríptico vasco
- Ansola Suite
- Barakaldo atzo, atzo
- Gasteiz
- Poema del txistulari solitario
- Txango

### Kamermuziek
- 1974 Tersura musical si becuadro (divertimento), voor blazerskwintet
- 1978 Concordancias I, voor blazerskwintet
- 1979 Imagen sonora de un quinteto en fa, voor blazerskwintet

### Werken voor piano
- 1973 Rincones coruñeses, suite
- Poema del txistulari solitario

## Publicaties
- Andrés Gaos (1874-1959) - violinista y compositor coruñés, La Coruña : Instituto José Cornide de Estudios Coruñenses, 1966, 36 p.
- De la transcripción - estética e iniciación a la transcripción para banda, La Coruña : [s.n.], 1956: Imp. Roel, 131 p.
- Manual práctico de gaita gallega, Madrid: Casa Garijo, 1971, 92 p.
- La música popular gallega - generalidades : análisis técnicos : las melodias Codacianas, La Coruña : s.n., 1959